# سونپو جودای
سونپو جودای (به ژاپنی: 駿府城代 Sunpu jōdai)، مقام‌های شوگون‌سالاری توکوگاوا در دوره ادو ژاپن بودند. انتصاب در این دفتر برجسته معمولاً از دایمیوهای فودای بود. تفاسیر متعارف این عناوین ژاپنی را به عنوان «کمیسیون»، «نظارت» یا «فرماندار» تعبیر کرده‌اند.
سونپو جودای با مسئولیت نگهداری و دفاع از قلعه سونپو (Sunpu-jō) که قلعه شیزوکا نیز نامیده می‌شود، بودند.